# Fuligny
Fuligny ist eine französische Gemeinde mit 40 Einwohnern (Stand: 1. Januar 2022) im Département Aube in der Region Grand Est (bis 2015 Champagne-Ardenne). Sie gehört zum Arrondissement Bar-sur-Aube und zum Gemeindeverband Vendeuvre-Soulaines.

## Geografie
Die Gemeinde Fuligny liegt im Osten des Départements Aube auf einem Plateau zwischen den Flusstälern von Aube und Marne, 14 Kilometer nördlich von Bar-sur-Aube und etwa 60 Kilometer östlich von Troyes. Der Norden und Westen des 10,34 km² umfassenden Gemeindegebietes besteht aus Wäldern (Bois de l’Étang Guillaume, La Mare des Quatre Vents, Bois d’Arrêt, Bois Là-Haut, Bois de la Forêt), der Rest wird durch weite Ackerflächen auf flachwelligem Terrain geprägt. Im Gemeindeareal von Fuligny entspringen einige kleine Flussläufe (Ruisseau de Châtillon, Ruisseau de Villemaheu, Ruisseau de l’Étang Guillaume), die parallel nach Norden fließen und über die Laines zur Voire entwässern. Im äußersten Süden der Gemeinde wird mit 218 m über dem Meer der höchste Punkt erreicht.
Umgeben wird Fuligny von den Nachbargemeinden Soulaines-Dhuys im Nordosten, Ville-sur-Terre im Osten, Lévigny im Süden, Vernonvilliers im Südwesten sowie La Chaise im Westen und Norden.

## Ortsname
Das Dorf wurde im Jahr 6 v. Chr. unter dem Namen Aquilavilla erstmals erwähnt. Es war zu dieser Zeit ein Hofgut (lateinisch villa), das einem römischen Legionär für seine Dienste angeboten wurde. Der Ort lag in der Nähe der römischen Via Agrippa, die Boulogne-sur-Mer über Augustobona (Troyes) mit Turin verband. Bis 1076 war Ailleville Teil der Grafschaft Bar-sur-Aube und kam dann zur Grafschaft Champagne.

## Bevölkerungsentwicklung
| Jahr      | 1962 | 1968 | 1975 | 1982 | 1990 | 1999 | 2006 | 2012 | 2021 |
| Einwohner | 92   | 92   | 75   | 69   | 54   | 54   | 51   | 54   | 41   |

Im Jahr 1793 wurde mit 276 Bewohnern die bisher höchste Einwohnerzahl ermittelt. Die Zahlen basieren auf den Daten von cassini.ehess und INSEE.

## Sehenswürdigkeiten
- Kirche Saint-Laurent aus dem 12. Jahrhundert mit Umbauten im 16. Jahrhundert
- Château de Fuligny, ehemalige Burg in privatem Besitz, von der noch das mit Trophäen gekrönte Eingangsportal aus dem 18. Jahrhundert und der Taubenturm aus dem 18. Jahrhundert erhalten sind
- Gefallenen-Denkmal
- ehemaliges Rathaus- und Schulgebäude aus dem Jahr 1885

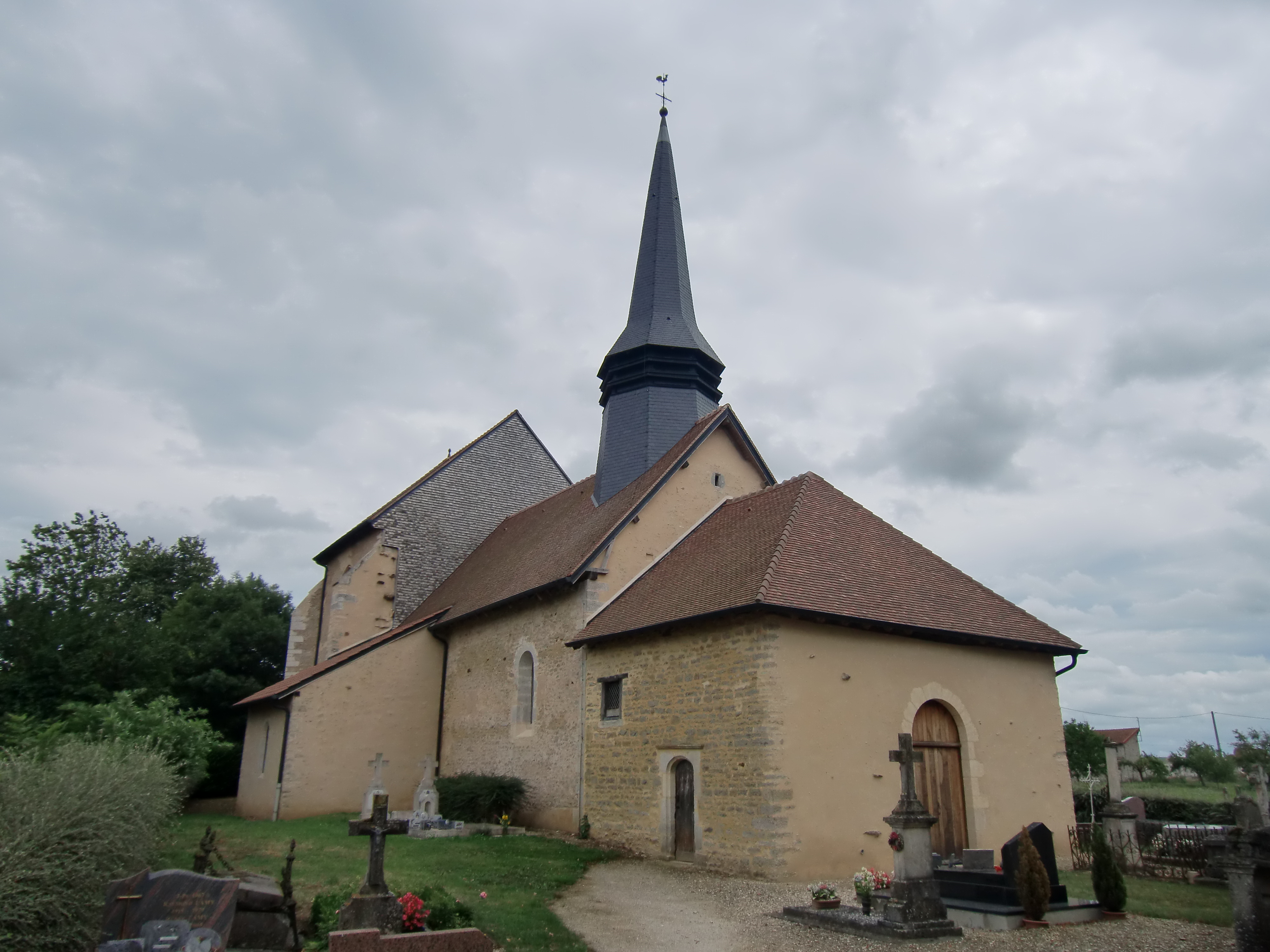
Kirche Saint-Laurent
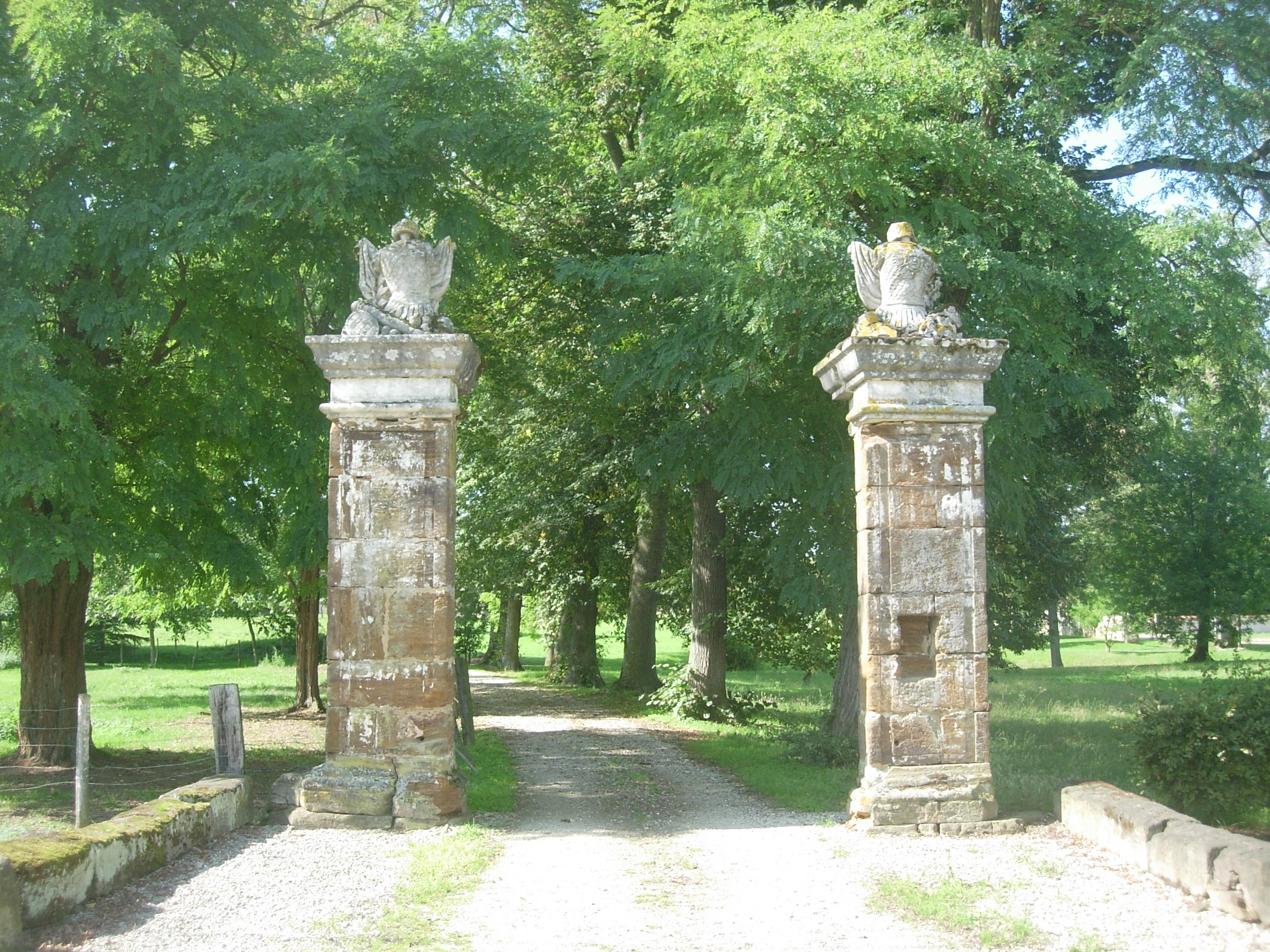
Eingangsportal zum Château de Fuligny
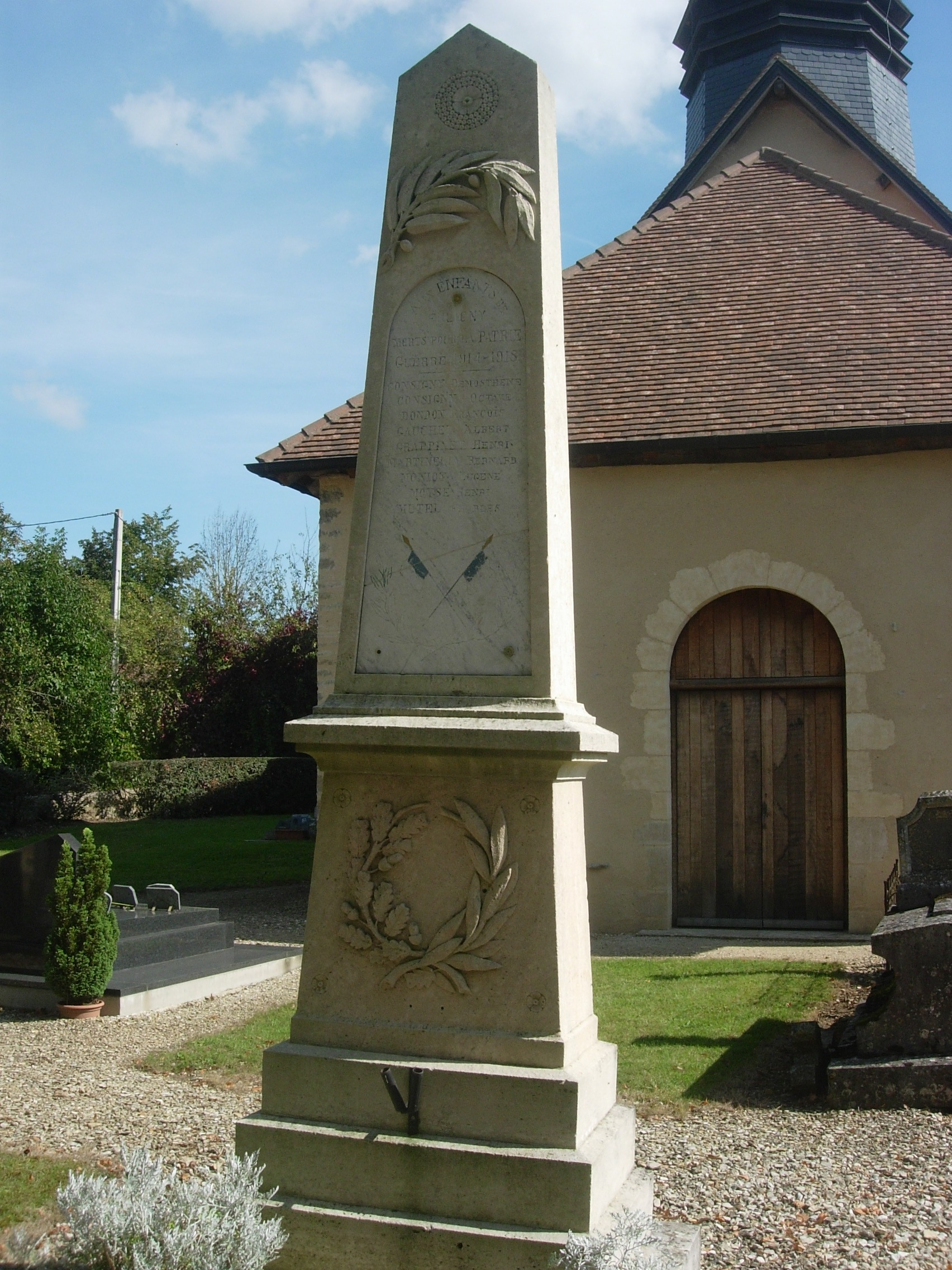
Gefallenendenkmal

## Wirtschaft und Infrastruktur
In Fuligny sind sechs Landwirtschaftsbetriebe ansässig (Getreideanbau, Pferde- und Rinderzucht, Milchviehhaltung).
Im Norden der Gemeinde Fuligny verläuft die Fernstraße D 960 / D 60 von Troyes nach Joinville. In der 14 Kilometer entfernten Stadt Bar-sur-Aube befindet sich der nächstgelegene Bahnhof an der Bahnstrecke Paris–Mulhouse.

## Persönlichkeiten
Olivier Messiaen (1908–1992), einer der größten Komponisten zeitgenössischer Musik des 20. Jahrhunderts verbrachte viel Zeit bei Verwandten in Fuligny. Im Jahr 1928, im Alter von 20 Jahren, komponierte er sieben seiner ersten Klavierwerke. Er analysierte auch Vogelstimmen in den Wäldern um Fuligny und war ein anerkannter Ornithologe.

## Belege
1. ↑  Ailleville auf der Präsentation des Gemeindeverbandes (Memento des Originals vom 11. Mai 2020 im Internet Archive)  Info: Der Archivlink wurde automatisch eingesetzt und noch nicht geprüft. Bitte prüfe Original- und Archivlink gemäß Anleitung und entferne dann diesen Hinweis. (französisch)
2. ↑  Fuligny auf cassini.ehess
3. ↑  Fuligny auf insee.fr
4. ↑  Landwirte auf annuaire-mairie.fr (französisch)